# Trichomalus repandus
Trichomalus repandus är en stekelart som först beskrevs av Walker 1835.  Trichomalus repandus ingår i släktet Trichomalus och familjen puppglanssteklar. Arten är reproducerande i Sverige. Inga underarter finns listade i Catalogue of Life.